# Ramón Emilio Jiménez
Ramón Emilio Jiménez (* 17. September 1886 in Santiago de los Caballeros; † 13. November 1971 in Santo Domingo) war ein dominikanischer Schriftsteller.
Jiménez besuchte die Schule in seiner Heimatstadt und studierte an der Escuela Normal de Santiago Emilio Prud Homme. Er arbeitete viele Jahre als Lehrer und war im Staatsdienst u. a. als Bildungsminister des Departamento Norte, Schulinspektor und Staatssekretär für Erziehung tätig. Er veröffentlichte 1933 die Sammlung  La patria en la canción, ein Werk, das jahrzehntelang Verwendung als Schulgesangsbuch fand und an dessen Vertonung sich 63 Komponisten beteiligten. Weitere Werke sind Del Lenguaje Dominicano, Naturaleza y Hombre, El Patriotismo y la escuela, Espigas sueltas, Savia Dominicana und  Amor de Bohio. Zudem verfasste Jiménez mehrere Biografien.